# D01NXII
D01NXII (ディーぜろいちエヌエックスツー) は、ネットインデックスによって開発された、イー・モバイルによるHSDPA対応のCFカード型データ通信端末。

## 概要
D01NXの下り速度を7.2Mbpsにアップさせたマイナーチェンジ版。表面はD01NXと表示されており、見た目では全く区別がつかない。裏面の製造番号表示のステッカーを見て、初めて見分けがつく状態となっている。
後述のように、7.2Mpbsの速度を出すことが出来るのは、Windowsのパソコンのみ（MacOS等は、D01NXを使っても変わらない）。

## 仕様（テンプレート外）
- 通信速度
  - 受信最大 7.2 Mbps(Mac OSおよびZaurus利用時は、3.6Mbps)
  - 送信最大 384 kbps
- 対応OS（各日本語版）
  - Windows 2000 Professional Service Pack4 以降
  - Windows XP Home Edition Service Pack1 以降
  - Windows XP Professional Service Pack1 以降
  - Windows Vista （32/64ビット版）
  - Windows 7（32/64ビット版）
  - Mac OS X 10.3.9/10.4～10.4.11 (PowerBook)
  - Zaurus (SHARP社製PDA)
［4機種(型番)：SL-C1000／SL-C3000／SL-C3100／SL-C3200］
- 対応エリア（日本国内）